# Liste der Kantone im Département Tarn
Das Département Tarn liegt in der Region Okzitanien in Frankreich. Es untergliedert sich in zwei Arrondissements mit 23 Kantonen (französisch cantons).
Siehe auch: Liste der Gemeinden im Département Tarn

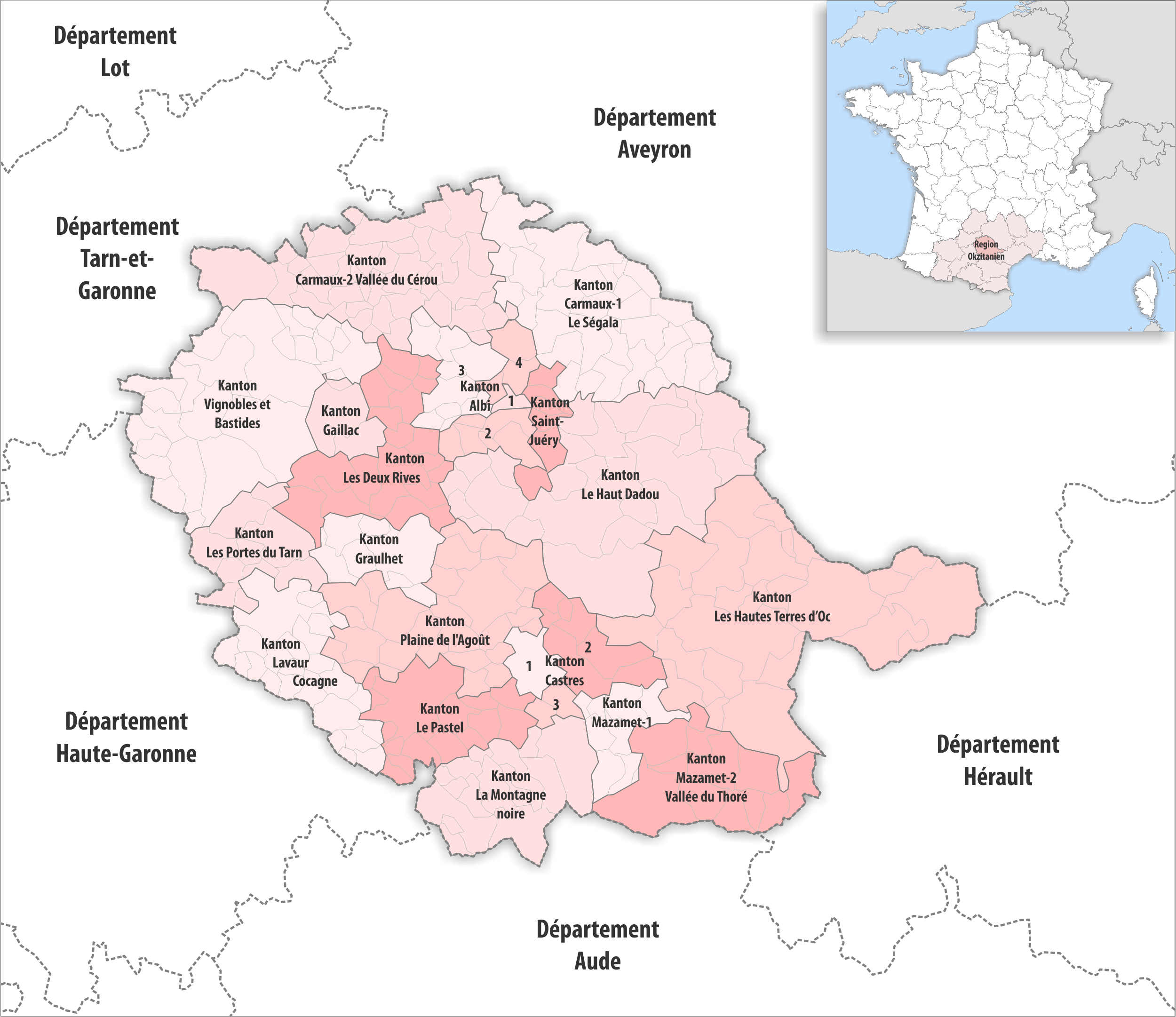
Gemeinden und Kantone im Département Tarn

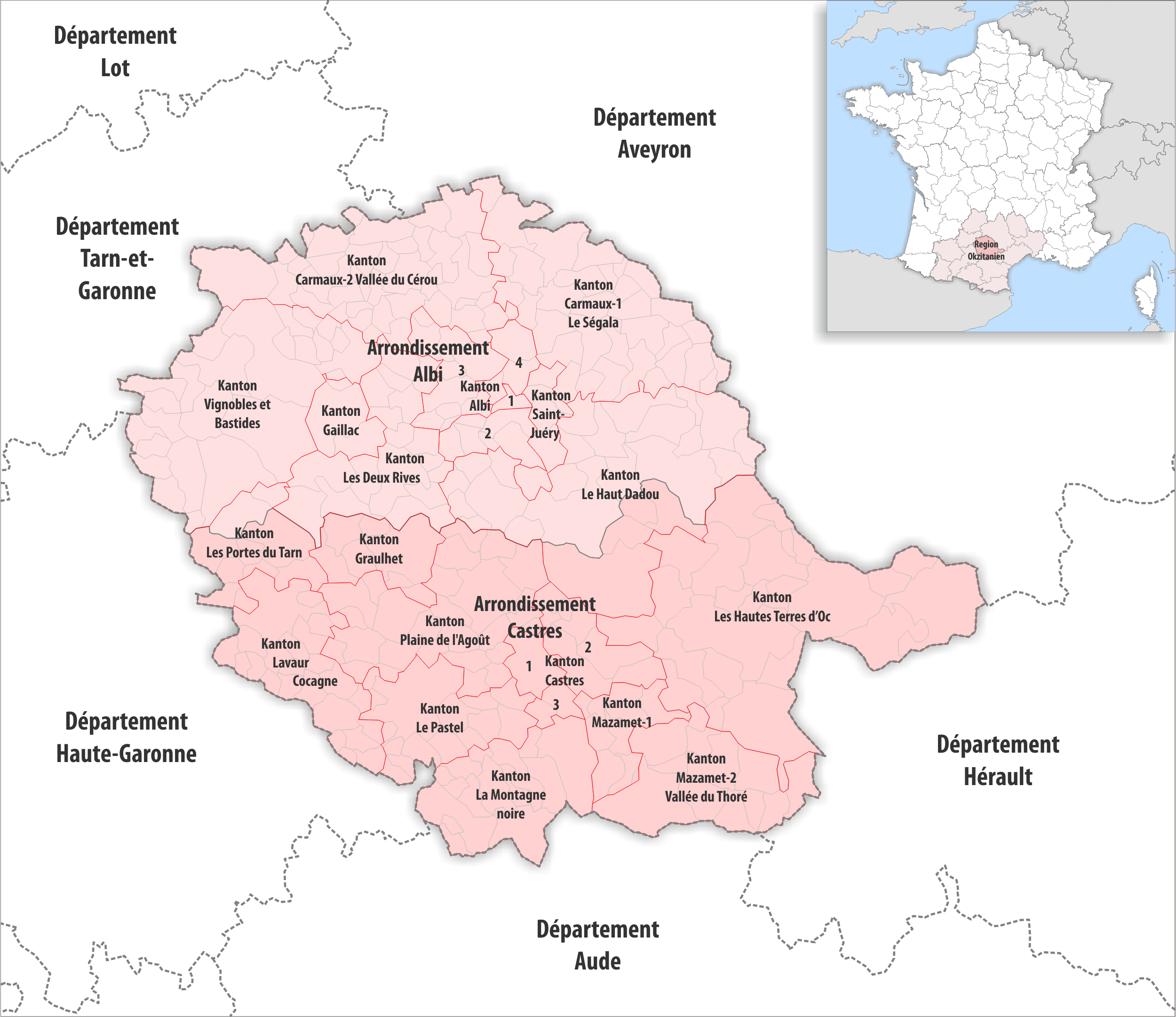
Gemeinden, Arrondissemente und Kantone im Département Tarn

| Kanton                    | Gemeinden | Einwohner 1. Januar 2022 | Fläche km² | Dichte Einw./km² | Code INSEE | Arrondissement(e) |
| ------------------------- | --------- | ------------------------ | ---------- | ---------------- | ---------- | ----------------- |
| Albi-1                    | 1⁄4       | 16.021                   | 9,02       | 1.776            | 8101       | Albi              |
| Albi-2                    | 5 1⁄4     | 19.732                   | 66,40      | 297              | 8102       | Albi              |
| Albi-3                    | 8 1⁄4     | 19.804                   | 109,89     | 180              | 8103       | Albi              |
| Albi-4                    | 2 1⁄4     | 18.878                   | 45,45      | 415              | 8104       | Albi              |
| Carmaux-1 Le Ségala       | 32 1⁄2    | 17.665                   | 493,45     | 36               | 8105       | Albi              |
| Carmaux-2 Vallée du Cérou | 39 1⁄2    | 18.444                   | 474,78     | 39               | 8106       | Albi              |
| Castres-1                 | 1⁄3       | 18.228                   | 41,48      | 439              | 8107       | Castres           |
| Castres-2                 | 6 1⁄3     | 15.316                   | 128,13     | 120              | 8108       | Castres           |
| Castres-3                 | 1 ⁄3      | 15.273                   | 25,54      | 598              | 8109       | Castres           |
| Les Deux Rives            | 18        | 14.929                   | 286,43     | 52               | 8110       | Albi              |
| Gaillac                   | 3         | 18.604                   | 77,74      | 239              | 8111       | Albi              |
| Graulhet                  | 7         | 17.814                   | 132,18     | 135              | 8112       | Castres           |
| Le Haut Dadou             | 25        | 17.636                   | 675,00     | 26               | 8113       | Albi, Castres     |
| Les Hautes Terres d’Oc    | 24        | 12.833                   | 848,35     | 15               | 8114       | Castres           |
| Lavaur Cocagne            | 23        | 18.209                   | 260,56     | 70               | 8115       | Castres           |
| Mazamet-1                 | 8 1⁄2     | 16.897                   | 106,92     | 158              | 8116       | Castres           |
| Mazamet-2 Vallée du Thoré | 11 1⁄2    | 17.177                   | 288,97     | 59               | 8117       | Castres           |
| La Montagne noire         | 15        | 15.629                   | 281,75     | 55               | 8118       | Castres           |
| Le Pastel                 | 15        | 17.677                   | 216,65     | 82               | 8119       | Castres           |
| Plaine de l’Agoût         | 27        | 16.010                   | 392,55     | 41               | 8120       | Castres           |
| Les Portes du Tarn        | 10        | 18.513                   | 165,83     | 112              | 8121       | Albi, Castres     |
| Saint-Juéry               | 6         | 15.011                   | 65,73      | 228              | 8122       | Albi              |
| Vignobles et Bastides     | 25        | 19.868                   | 565,09     | 35               | 8123       | Albi              |
| Département Tarn          | 314       | 396.168                  | 5.757,89   | 69               | 81         | –                 |

## Liste ehemaliger Kantone
Bis zum Neuzuschnitt der französischen Kantone im März 2015 war das Département Tarn wie folgt in 46 Kantone unterteilt:
| Arrondissement | Kantone |
| -------------- | --- |
| Albi           | Alban, Albi-Centre, Albi-Est, Albi-Nord-Est, Albi-Nord-Ouest, Albi-Ouest, Albi-Sud, Cadalen, Carmaux-Nord, Carmaux-Sud, Castelnau-de-Montmiral, Cordes-sur-Ciel, Gaillac, Lisle-sur-Tarn, Monestiés, Pampelonne, Rabastens, Réalmont, Salvagnac, Valderiès, Valence-d’Albigeois, Vaour, Villefranche-d’Albigeois        |
| Castres        | Anglès, Brassac, Castres-Est, Castres-Nord, Castres-Ouest, Castres-Sud, Cuq-Toulza, Dourgne, Graulhet, Labruguière, Lacaune, Lautrec, Lavaur, Mazamet-Nord-Est, Mazamet-Sud-Ouest, Montredon-Labessonnié, Murat-sur-Vèbre, Puylaurens, Roquecourbe, Saint-Amans-Soult, Saint-Paul-Cap-de-Joux, Vabre, Vielmur-sur-Agout |